# 威斯奴·尤利·普拉塞特约
威斯奴·尤利·普拉塞特约（1994年7月11日—），印尼男子羽毛球運動員。

## 簡歷
2012年11月，威斯奴·尤利·普拉塞特约在馬來西亞國際挑戰賽男單決賽擊敗馬來西亞的哈菲茲哈欣，奪得個人首個國際賽事的冠軍。

## 主要比賽成績
只列出曾進入準決賽的國際賽事成績：
| 年份   | 賽事                     | 公開賽級別 | 項目     | 成績   |
| ------ | ------------------------ | ---------- | -------- | ------ |
| 2011年 | 新加坡羽毛球國際系列賽   | 國際系列賽 | 男子單打 | 亞軍   |
| 2012年 | 越南羽毛球國際挑戰賽     | 國際挑戰賽 | 男子單打 | 亞軍   |
| 2012年 | 印尼羽毛球國際挑戰賽     | 國際挑戰賽 | 男子單打 | 亞軍   |
| 2012年 | 中華台北羽球公開賽       | 黃金大獎賽 | 男子單打 | 準決賽 |
| 2012年 | 馬來西亞羽毛球國際挑戰賽 | 國際挑戰賽 | 男子單打 | 冠軍   |
| 2013年 | 泰國羽毛球黃金大獎賽     | 黃金大獎賽 | 男子單打 | 準決賽 |
| 2015年 | 印尼羽毛球國際系列賽     | 國際系列賽 | 男子單打 | 冠軍   |
| 2015年 | 印尼羽毛球大師賽         | 黃金大獎賽 | 男子單打 | 準決賽 |
| 2016年 | 印尼羽毛球國際系列賽     | 國際系列賽 | 男子單打 | 準決賽 |
| 2018年 | 越南羽毛球國際挑戰賽     | 國際挑戰賽 | 男子單打 | 準決賽 |

| 2007-2017年 | 首要超級賽 | 超級賽 | 黃金大獎賽 | 大獎賽 | 國際挑戰賽 | 國際系列賽 | 未來系列賽 | 其他 |

| 2018-2026年 | 總決賽 | 超級1000賽 | 超級750賽 | 超級500賽 | 超級300賽 | 超級100賽 | 國際挑戰賽 | 國際系列賽 | 未來系列賽 | 其他 |